# Kauza sexuálního zneužívání dětí v Rotherhamu
K sexuálnímu zneužívání dětí docházelo v anglickém městě Rotherham mezi roky 1997 až 2013. Na problém poukázala úřední zpráva, vydaná v srpnu 2014.
Během jednotlivých soudních procesů, které vynášely rozsudky od roku 2010, bylo do roku 2024 odsouzeno šedesát pachatelů, převážně mužů. Pachatelé dostali trest ve vyšších jednotkách let vězení. Pachatelé několikačetných znásilnění poté tresty ve výši 15 až 35 let vězení. Odsouzení byli také zařazeni na seznam sexuálních násilníku. Některé procesy mají probíhat až do roku 2027.

## Oběti
Podle Alexis Jayové, autorky úřední zprávy, bylo zneužito asi 1 400 dětí. Pachatelé vyzvedávali dívky ve školách nebo dětských centrech. Vozili je taxíky, dávali jim dárky a předstírali vztah. Následovalo však opakované znásilňování mnoha muži a zastrašování. Unášeny, bity, prodávány a znásilňovány měly být i děti ve věku kolem 11 let.

## Pachatelé
Pachatelé byli oběťmi popsáni jako „Asiaté“ nebo "muži z Asie". Většina pachatelů pocházela z Pákistánu.

## Vyšetřování
Podezření na zneužívání dětí se objevila již v letech 2002 a 2006. Celkem byly na toto téma vypracovány tři úřední zprávy.
Po zatčení a vyšetřování pěti mužů z Rotherhamu, podezřelých ze sexuálního zneužívání, si vedení Rotherhamu nechalo vypracovat novou zprávu, jejíž autorkou byla Alexis Jayová.

## Důsledky
Po publikování úřední zprávy o zneužívání odstoupil ze své funkce starosta Rotherhamu Roger Stone. Šéf tamní policie se odstoupit nerozhodl, ale omluvil se rodinám za nečinnost policie.
V rámci péče o převážné mladé dětské oběti v Rotherhamu vzniklo komunitní centrum „Risky Business“.